# NGC 5988
NGC 5988 ist eine 14,2 mag helle Spiralgalaxie mit aktivem Galaxienkern vom Hubble-Typ Scd im Sternbild Schlange am Nordsternhimmel. Sie ist schätzungsweise 476 Millionen Lichtjahre von der Milchstraße entfernt und hat einen Durchmesser von etwa 170.000 Lichtjahren.
Das Objekt wurde am  17. April 1887 von Lewis A. Swift entdeckt.